# Den nenarozených dětí
Den nenarozených dětí je mezinárodní svátek připadající na den 25. března. V tomto dni si mají katolíci a příznivci hnutí pro-life připomínat, že život každého člověka je unikátní a neopakovatelný, a začíná okamžikem početí. Papež Jan Pavel II. tento svátek představil jako „pozitivní volba ve prospěch života a šíření kultury života zaručující dodržování lidské důstojnosti v každé situaci“ a Mezinárodním dnem nenarozených dětí. Datum svátku bylo zvoleno symbolicky na svátek Zvěstování Panně Marii (přesně devět měsíců před Narozením Páně – 25. prosincem).

## Historie
V roce 1993 byl El Salvador první stát, který oficiálně začal slavit tento svátek a to pod názvem „Den práva narodit se“. Následovala Argentina roku 1998 se svým „Dnem nenarozených“, v roce 1999 potom Chile se svým „Dnem počatých a nenarozených“ a Guatemala s „Národním dnem nenarozených“.
V mnoha zemích se pak v tento den konají celonárodní pochody pro život.